# Бонассола
Бонассола (итал. Bonassola) — коммуна в Италии, располагается в регионе Лигурия, в провинции Ла Специя.
Население составляет 980 человек (2008 г.), плотность населения составляет 105 чел./км². Занимает площадь 9 км². Почтовый индекс — 19011. Телефонный код — 0187.
Покровительницей коммуны почитается святая Екатерина Александрийская, празднование в первое воскресение октября.

## Географические сведения

### Территория
Бонассола находится в одной из бухт восточного побережья Лигурии (Ривьеры-ди-Леванте) и окружена холмами, на которых располагаются сосновые рощи и террасы с виноградниками и оливами. По обеим сторонам бухты Бонассолы возвышаются два мыса: мыс Леванто (на востоке) и мыс Мадонны (на западе). Основанная на размытой равнине и распростертая на 5 км, территория коммуны включает в себя восемь деревень: Костеллу, Монтаретто, Поджжо, Реджимонти, Сан-Джорджо, Шернио, Серру и Россолу. Общая площадь коммуны составляет 9,19 км². На севере и западе Бонассола граничит с коммуной Фрамура, на востоке — с коммуной Леванто, а на юге омывается Лигурийским морем.

## История

### Происхождение названия
Согласно историческим источникам, датируемым Ранним Средневековьем, название города происходит от Bulnetia или Bodetia. Другие источники, которые считаются более достоверными, указывают на термин Vallis Bonazolae — так во времена римского правления называлась прибрежная зона, окруженная двумя мысами. Изначально поселение располагалось на берегу моря (за исключением исторических деревень Монтаретто и Реджимонти), и только в период между XV и XVI веками оно стало разрастаться вверх по склонам холмов. До XIX века город именовался как Bonasola. В частности, такое написание использует известный генуэзский картограф Маттео Винцони, проживавший здесь же, в Монтаретто. Позднее это название трансформировалось в современное — Бонассола.

### Первое упоминание и эпоха Римской Империи
Первое официальное упоминание о Бонассоле встречается в документе, датируемом 29 апреля 1269 года, в котором говорится о церкви Георгия Победоносца в селении Реджимонти. В другом документе, от 21 апреля 1277 года, впервые упоминаются двое местных жителей Бонассолы.
Несколько документов 1285 года свидетельствуют о том, что уже в те годы в селении Шернио велась активная добыча пирита.
Во время археологических раскопок, проведенных в 1959—1960 годах, были найдены остатки церкви Георгия Победоносца. Также исследования доказали, что территория современной Бонассолы была занята лигурскими племенами ещё задолго до прихода римлян и образования ими поселения Vallis Bonazolae.

### Период генуэзского владычества
Исторический документ, датируемый XIII веком, свидетельствует о мощном развитии традиции мореплавания в Бонассоле. В начале XIX столетия город имел обширный флот, бороздивший воды Средиземного моря и Атлантического океана.
Финансовый документ 1531 года подтверждает, что процветание коммуны было напрямую связано с морем, а также с производством вина и оливкового масла и выращиванием каштанов. В этот период происходит значительное расширение города и рост населения. Оба эти явления остановились во второй половине XVI века из-за участившихся пиратских набегов.
```
В 1569 году в Бонассоле моряками и горожанами был разработан первый в Италии документ, регламентирующий работу кассы взаимопомощи (
l’Instrumento della Cumpagnia di Bonasola
). По сути это был договор 
социального страхования
, позволяющий выкупать захваченных в плен турецкими пиратами жителей города.
```

### От эпохи правления Наполеона до объединения Италии
Во время Итальянской кампании Наполеона (1796—1797) коммуна была вынуждена снабжать французскую армию продовольствием.
Начиная со 2 декабря 1797 года, по приказу Наполеона, Бонассола попала в управление Департамента Вары с административным центром в Леванто. С 28 апреля 1798 года, согласно новому французскому законодательству, территория Бонассолы стала шестым кантоном с административным центром в Монтаретто. С 1803 года Бонассола была главным центром пятого кантона в заливе Меско, а с 1805 по 1814 годы, аннексированная к Первой империи, вступила в Департамент Апеннин.
В 1815 году коммуна была включена в состав Сардинского королевства. В 1861 году, после объединения Италии, она вошла в Королевство Италия. С 1859 по 1927 годы территория принадлежала провинции Генуя, а с 1923 года с образованием провинции Ла Специя отошла последней.
Строительство железнодорожной линии Генуя—Ла Специя в XIX веке смогло положить конец многовековой изоляции города. Возникновение дорожного и железнодорожного сообщения с другими городами Восточной Лигурии вызвало экономический рост коммуны. Открытие мраморной жилы, которое произошло случайно в 1832 году во время строительства одной из дорог, привело к развитию отрасли добычи этого материала.

### Вторая мировая война и последующие события
29 июня 1943 года в 10.45 в водах между Бонассолой и Дейва-Марина был торпедирован пароход «Bolzaneto» (владелец — судоходная компания Ilva) британской подводной лодкой «Sportsman» под командованием лейтенанта Gatehouse. Пароход следовал из порта Марина-ди-Каррара в Геную, везя на борту «драгоценный» груз (железо). Торпеда попала в судно, буквально разделив его на две части. Девять из двадцати оставшихся в живых членов экипажа были спасены жителями Бонассолы, которые, услышав взрыв, незамедлительно пришли на помощь на рыбацких лодках. Пароход был изготовлен в 1918 году, имел валовую вместимость 2220 тонн, длину 86,96 метров, ширину 12,50 метров и был предназначен для рыболовства. Паровая машина имела мощность 900 л. с., что позволяло судну развивать скорость до 8,5 узлов. Сейчас судно лежит на глубине 40-55 метров (координаты: 44° 10' 269" N — 09° 33' 925" E). Носовая часть находится в 150 метрах от кормовой.
22 марта 1944 года в 23.00 два офицера и тринадцать солдат американских спецслужб приплыли на трех плотах к пляжу Scà, расположенному между Бонассолой и Фрамурой, для уничтожения железнодорожного тоннеля на линии Генуя—Ла Специя в рамках операции Strangle. Захваченные 24 марта 1944 года, они были доставлены в Карроццо (Ла Специя) и расстреляны 26 марта в 7.30 в Пунта Бьянка по приказу немецкого генерала пехоты Антона Достлера. Этот приказ стоил генералу пехоты жизни, потому что после окончания войны он сам был осужден и приговорен Военным трибуналом США к расстрелу.
16 января 1965 года на станции Бонассола взорвался грузовой поезд № 6178. Причиной взрыва была вспышка взрывчатых веществ, перевозимых поездом и используемых для строительства новой двухколейной железнодорожной линии между станциями Фрамура и Монтероссо. Число жертв катастрофы составило 10 убитых и 48 раненых.
25 октября 2011 года Бонассола сильно пострадала во время крупнейшего наводнения в Лигурии.

## Памятники и достопримечательности

### Религиозная архитектура
- Приходская церковь Святой Екатерины Александрийской. По некоторым данным, была построена в первой половине XVI века, но практически полностью перестроена в последующие века, наибольшие изменения претерпела в эпоху барокко. Была освящена 8 июля 1668 года епископом Луни Джованни Баттиста Спинола. В церкви находятся произведения художников Пьетро Коста, Антонио Дисковоло, Джованни Баттиста Карлоне и учеников известного генуэзского скульптора Антона Мария Маральяно.
- Бывший ораторий Святого Эразма. Построенный в начале XVI века, ораторий был резиденцией одноименного Братства, а также местом встречи рыбаков Бонассолы. После осквернения стал использоваться в качестве музея, в его зале стали проводить конференции и выставки. Во время второй мировой войны ораторий служил убежищем солдат, отчего получил необратимые повреждения. В алтаре из искусственного мрамора сохранилась картина с изображением Мадонны с младенцем, Святого Иосифа и ангелов.

- Часовня Мадонны мыса. Построена в западной части залива Бонассолы, по заказу семьи Поджжи в конце XVIII века. В 1932 году по проекту художника Орландо Гроссо часовня была восстановлена, и к ней была пристроена арочная галерея (аркада).
- Приходская церковь Святого Петра в селении Монтаретто.
- Ораторий Святого Роха в селе Монтаретто. Был резиденцией одноименного Братства, члены которого должны были собираться для молитвы каждое воскресенье, одетые в белые капюшоны. Рядом располагался приют для бедных и паломников, частично финансируемый братством.
- Церковь Вознесения Девы Марии в селении Реджимонти. Точная дата постройки неизвестна, вероятно, здание было построено в период между 1298 и 1310 годами.
- Церковь Георгия Победоносца в селении Сан-Джорджо. Построена во второй половине XVI века. Внутри сохранились картины и скульптуры XVIII века.

### Городская архитектура
- Дворец Фарина. Классический дворец XVIII века, декорированный росписью в генуэзском стиле, с балюстрадой из белого мрамора.
- Дворец Паганетто. Построен в XVIII веке по заказу судовладельцев Паганетто. Здание декорировано росписью и имеет галерею из трех арок.
- Дворец Винцони. Здание было построено в конце XVI века. Согласно мемориальной доске на фасаде здания, здесь жил знаменитый картограф Республики Генуя Маттео Винцони.
- Дворец Сапорити-Паганетто. Построен в XVIII веке.
- Башня-дом XVI века.

### Фортификационные сооружения
- Участившиеся нападения пиратов вынудили жителей Бонассолы 23 февраля 1557 года поднять вопрос о возведении оборонных сооружений. После очередного нападения в 1560 и 1561 годах они, наконец, заложили основу для строительства башни на пристани. 12 декабря 1561 года доклад о возможном строительстве замка был передан в Сенат Генуэзской Республики, который принял решение построить фортификационное сооружение на холме, позади города. В XIX веке, когда отпала необходимость в оборонительных свойствах замка, он был преобразован в маленькое кладбище. Следующее изменение коснулось замка в 1963 году во время строительства новой железной дороги, таким здание и сохранилось до наших дней: строение квадратной формы с часами.
- В селении Сан-Джорджо по сей день находятся развалины древней оборонительной башни, названной «Ardoina» в честь семьи, правившей в то время. Строительство башни началось в 1544 году. Башня разрушилась середине XVII века, вероятно, из-за просадки грунта.

### Интересные места
- Salto della Lepre (мыс «Прыжок зайца») — великолепная площадка для обзора побережья. Здесь сохранился бункер времен Первой мировой войны.
- Punta del Carlino (мыс Карлино).
- Историческая деревня Монтаретто.
- Историческая деревня Реджимонти.
- Valle Santa.
- La Francesca — прибрежная зона, известная с XIII века благодаря медным шахтам. В средние века здесь проходила важнейшая паломническая дорога, ведущая во Францию, Кентербери и Сантьяго-де-Компостела.
- Rocce Rosse («Красные скалы») — дикий пляж в окружении скал из красного мрамора.
- Grotta Azzurra — живописный грот неподалёку от пляжа Scà.

## Культура

### Музеи
В Бонассоле находится галерея современного искусства Антонио Дисковоло.

### Кухня
11 июня 2005 года в Бонассоле был установлен мировой рекорд: была приготовлена самая большая в мире лазанья с соусом песто. В 2006 году достижение был занесено в книгу рекордов Гиннесса: изготовленная в Бонассоле лазанья площадью 50 м² побила предыдущий рекорд (37 м²), установленный в городе Салинас, Калифорния. Для изготовления лазаньи потребовалось по 50 кг базилика и орехов пинии, а также 700 кг соуса бешамель. Размеры лазаньи составили 25 метров в длину и 2 метра в ширину, и, в конечном итоге, из неё получилось 4000 порций.

### Праздники
- В июне в Бонассоле проводится Праздник Тела и Крови Христовых. В этот день улицы города украшаются цветами, устраиваются рынки, организуются гулянья и развлечения.
- В августе, в ночь Феррагосто проводится студенческий праздник «L’Ucca», на котором выбирают самого эксцентричного жителя города.
- В первое воскресенье октября проводится праздник Девы Марии Розария с торжественным шествием, начинающимся у часовни Мадонны Мыса и финиширующим у церкви Святой Екатерины Александрийской. Праздник завершается большим фейерверком на пляже.

## Экономика

### Туризм
Бонассола прекрасно подходит как для спокойного, так и для активного отдыха.
Для купания туристам предлагается большое число оборудованных пляжей (как платных, так и бесплатных), бесчисленное множество скалистых диких пляжиков и бухт, доступных только с моря. Фонд экологического образования (FEE) присудил Бонассоле Голубой флаг — международную награду, ежегодно вручаемую пляжам и причалам, вода в которых отвечает высоким стандартам качества и пригодна для безопасного купания.
В летний сезон есть возможность взять напрокат моторную лодку или небольшую яхту с парусом и отправиться в путешествие вдоль побережья.
 Огромное число размеченных троп на холмах и разнообразие маршрутов предоставляют прекрасные возможности для трекинга. Прекрасный вид на побережье Ривьера-ди-Леванте открывается с обзорной площадки, расположенной на мысе «Прыжок зайца».
Любителям велоспорта придется сложнее — для преодоления маршрутов на велосипеде потребуется хорошая спортивная подготовка, однако взобравшись на изрядную высоту, велосипедисты будут иметь возможность прокатиться по асфальтовым дорогам с практически отсутствующим трафиком. Маршруты будут проходить через оливковые и сосновые рощи и порадуют прекрасными горными и морскими видами. Если катания по горам не привлекают, можно совершить легкую велопрогулку по старинному железнодорожному тоннелю.
Подводный мир Лигурии сказочно богат и вызовет несомненный интерес у любителей дайвинга и снорклинга. Кроме того, в Бонассоле есть возможность заняться спортивной рыбалкой, серфингом и каякингом.
Благодаря хорошему железнодорожному сообщению с городами национального Парка Чинкве-Терре, Бонассола является удобной отправной точкой для посещения этих пяти живописных городков.

## Инфраструктура и транспорт

### Автомобильные дороги
Прямого заезда из Бонассолы на автостраду А12 (Генуя—Рим), равно как и съезда с неё в Бонассолу, нет. Ближайший съезд на западе от Бонассолы находится в Дейва-Марина, на востоке — в Леванто.
Через коммуну Бонассола проходит автомобильная дорога SP42, которая, проходя по холмам, встраивается в дорогу SS1 Via Aurelia (Аврелиеву дорогу).

### Железные дороги
Остановка «Бонассола» находится на линии Генуя—Ла Специя и обслуживается оператором Trenitaliа. Железнодорожная станция располагается в нескольких сотнях метров от центра города.

### Велодорожки
Центр Бонассолы окружен двумя старинными вырезанными в скале тоннелями, через которые проходит прибрежная дорога, соединяющая Бонассолу с Фрамурой на западе и с Леванто на востоке. До семидесятых годов XX века по тоннелям ходили поезда, до тех пор, пока железнодорожная линия не была перемещена выше, в горы.
В 2010 году отрезок старинной железной дороги между Бонассолой и Леванто (длиной 2 км) был превращен в вело- и пешеходную дорожку. Спустя год, в 2011 году был введен в эксплуатацию отрезок Бонассола—Фрамура длиной 3 км. Таким образом, общая длина велодорожки составила 5 км.

## Демография
Динамика населения:

## Администрация коммуны
- Официальный сайт: http://www.comune.bonassola.sp.it/